# 台29線
台29線（たいにじゅうきゅうせん）は、高雄市那瑪夏区から同市林園区に至る台湾省道であり、旗山から甲仙を経て杉林までの区間を「旗甲公路（きこうこうろ）」と称していた。かつては台21線の一部であったが、2014年7月16日に未開通区間の省道指定が廃止された際に、既開通区間の南側区間が台29線として分割された。

## 概要
- 全長：112.26Km
- 起点：高雄市那瑪夏区達卡努瓦(かつて台21線南段の通車起点)
- 終点：高雄市林園区汕尾（台17線の交差地点）
- 経由地：

## 歴史
| 年 | 月日 | 事跡 |
| -- | ---- | ---- |

## 通過する自治体
- 高雄市
  - 那瑪夏区達卡努瓦- 甲仙区 - 杉林区 - 旗山区 - 大樹区 - 大寮区 - 林園区汕尾

## 接続する道路
- 高速道路
  - 嶺口IC

- 快速公路
  - 大発IC